# Богомолец, Олег Александрович
Олег Александрович Богомолец (1911—1991) — украинский патофизиолог. Член-корреспондент Академии наук УССР. Заслуженный деятель науки УССР.
Сын президента Академии наук УССР и вице-президента АН СССР Александра Александровича Богомольца (1881—1946)

## Биография
Родился в Одессе 26 февраля 1911 года.
Как и отец, выбрал профессию медика. В 1934 году окончил Киевский медицинский институт (ныне Национальный медицинский университет имени А. А. Богомольца). Участвовал в разработках отца, связанных с вопросами переливания крови. Занимался созданием по всему Советскому Союзу пунктов сбора донорской крови и её переливания, за что был награждён орденом Трудового Красного Знамени.
Сферы научной заинтересованности Олега Богомольца: аллергия, иммунитет, переливание крови, реактивность организма, механизм действия антиретикулярной цитотоксической сыворотки (АЦС), терапия лучевых поражений и др. Этим вопросам посвящено около 60 его научных работ.
После смерти отца возглавил Институт экспериментальной биологии и патологии Министерства здравоохранения СССР. Вскоре в Киеве состоялось выездное заседание «Научного совета по вопросам физиологического учения Павлова» и институт оказался под угрозой закрытия, поскольку прежний директор Александр Александрович Богомолец был обвинён в торможении павловского учения и поддержке «вейсманизма-морганизма» (хотя генетика была вне сферы его научных интересов). Острой критике подвергалось учение А. А Богомольца о соединительной ткани как «не соответствующее учению Павлова».
В 1953 году Институт экспериментальной биологии и патологии был объединён с Институтом клинической физиологии АН УССР с образованием Института физиологии им. А. А Богомольца АН УССР и О. А. Богомолец перешёл в НИИ фармакологи и токсикологии, где до 1980 года заведовал лабораторией патофизиологии Украинского. Одновременно, он возглавлял кафедру патофизиологии Киевского института усовершенствования врачей. С 1964 года — член-корреспондент Академии Наук УССР.
С 1980 года — научный консультант Института физиологии АН УССР.
Лауреат премии имени Александра Богомольца (1971).
Способствовал увековечению памяти А. А. Богомольца в Институте физиологии НАН Украины, сохранению его архива.
Умер 1 мая 1991 года в Киеве. Похоронен рядом с матерью на Байковом кладбище Киева.

## Семья
Был женат на Зое Вячеславовне Снежковой (1912—2000) — дочери известного в Одессе хирурга-отоларинголога.
Старшая дочь — Екатерина Олеговна (1939—2013) — профессор кафедры патологической анатомии Национального медицинского университета имени Богомольца. Работала анестезиологом в Институте туберкулеза и грудной хирургии под руководством академика Н. М. Амосова.
Младшая дочь — Александра Олеговна (род. 1958) — детский врач-реаниматолог, 3 года клинической ординатуры и 17 лет работы в отделении детской реанимации в Институте сердечно-сосудистой хирургии под руководством академика Николая Амосова. За это время спасла от смерти большое количество людей. С 1990-х годов занимается волонтервской деятельностью. Более 20 лет помогает детским домам Украины, медик двух «Майданов». С началом боевых действий на Донбассе Александра Олеговна организовала вывоз тяжелораненых бойцов из зоны АТО, постоянно помогала раненым в Киевском центральном госпитале, а также, по сей день, оказывает медицинскую и продовольственную помощь добровольцам, которые участвуют в боевых действиях, членам их семей и членам семей погибших. Известна активной борьбой с незаконными застройками, как на территории Киево-Печерской Лавры, где хотели построить огромный развлекательный комплекс, так и у Александровской больницы, где планировалось возвести высотный дом на месте захоронений людей. Отстаивает от застройки парк Богомольца, где, кстати, и похоронен академик А. А. Богомолец.
Из воспоминаний Александры Олеговны Богомолец:

Когда давали землю для института, дед получил под надзор участок между парком и больницей, потому что там похоронены умершие от особо опасных инфекций — тифа, холеры, легочной чумы. Вместе с парком постепенно засаживали и тот участок, чтобы он был легкими больницы и, как бы продолжением парка, но закрытым для людей. Мне отец оставил несколько заданий, которые я должена сделать, оставил под надзор этот парк: я знаю, где захоронения, заминирования. Здесь нельзя строить! Этот участок должен быть снова зеленой зоной, чтобы деревья давали жизнь, а захороненные имели покой. Поэтому я говорю:
— Не трогайте это место!

Внучка — Ольга Вадимовна Богомолец (род. 1966) — украинская певица, врач, общественный деятель, Заслуженный врач Украины.